# Forever Since Breakfast
Forever Since Breakfast is de eerste ep van de Amerikaanse indierockband Guided by Voices. In 2003 verscheen het album op cd als deel van de boxset Hardcore UFOs waarna het in 2005 opnieuw als ep werd uitgegeven.
De titel verwijst naar een interview met Charles Manson, waarin hem werd gevraagd wat zijn leeftijd was.

## Productie
De ep werd opgenomen in april en mei 1986.

## Ontvangst
In tegenstelling tot veel van hun latere lo fi werk is deze ep professioneel geproduceerd. Er zijn invloeden op terug te vinden van collegerock en alternatieve rock. In zijn recensie van de ep stelde Ari Wiznitzer van AllMusic dat Guided by Voices het niet slecht zou doen als R.E.M.-coverband.

## Nummers
Alle muziek en teksten zijn geschreven door Robert Pollard. 
| Nr. | Titel             | Duur |
| --- | ----------------- | ---- |
| 1.  | Land of Danger    | 3:09 |
| 2.  | Let's Ride        | 3:24 |
| 3.  | Like I Do         | 2:44 |
| 4.  | Sometimes I Cry   | 2:58 |
| 5.  | She Wants to Know | 3:12 |
| 6.  | Fountain of Youth | 3:56 |
| 7.  | The Other Place   | 3:34 |

## Personeel

### Bezetting
- Robert Pollard (zang, gitaar)
- Paul Comstock (gitaar)
- Mitchell Swann (gitaar)
- Mitch Mitchell (bas)
- Peyton Eric (drums)

### Productie
- Wayne Hartman (producer, mixage)
- Chuck Madden (mastering)